# Онуегбу, Кингсли
Кингсли Онуегбу (англ. Kingsley Onuegbu; 5 марта 1986, Кадуна, Нигерия) — нигерийский футболист, нападающий китайского клуба «Синьцзян Тяньшань Леопард».

## Карьера
Профессиональную карьеру начал в 2007 году в клубе немецкой Оберлиги «Идар-Оберштайн». За один сезон в клубе забил 12 голов в 26 матчах. Летом 2008 года перешёл в брауншвейгский «Айнтрахт» из Третьей Бундеслиги. Летом 2010 года подписал контракт с «Гройтер Фюрт», в составе которого провёл 21 матч во Второй Бундеслиге. В 2012 году был отдан в аренду на полгода в «Зандхаузен». 28 июля 2013 года подписал контракт с клубом «Дуйсбург».

## Достижения
«Гройтер Фюрт»
- Победитель Второй Бундеслиги (1): 2011/12

«Дуйсбург»
- Обладатель Кубка Нижнего Рейна (2): 2013/14, 2016/17

### Личные
- Лучший бомбардир Кубка Нижнего Рейна (2): 2013/14 (6 голов), 2016/17 (7 голов)